# Waikuku
Waikuku est une petite localité de la région de Canterbury située dans l’île du Sud de la Nouvelle-Zélande.

## Situation
Elle est localisée à environ 35 minutes au nord de la cité de Christchurch.

## Population
Elle avait une population de 900 personnes lors du recensement de 2013, dont la plupart vivent sur la côte au niveau de la plage proprement de Waikuku Beach.

## Géographie
Cette plage de sable et la forêt de pins adjacente sont réputées auprès des surfeurs, nageurs, campeurs et cavaliers, et l’estuaire large du fleuve Ashley / Rakahuri abrite de nombreuses espèces d’oiseaux .
Juste au sud de Waikuku, sur Preeces Road, se situent les restes du Pa de Kaiapoi Pa, un important centre de commerce pour les Ngāi Tahu au XVIIIe siècle.

## Éducation
La ville de Waikuku n’a actuellement pas d’école.
La ville avait précédemment une école primaire allant des années 1 à 8, appelée Waikuku School, qui ouvrit en 1872 .
L’école quitta son site  au début de l’année 2010, et en avril 2014 fut relocalisée sur le nouveau site dans la ville de Pegasus Town et renommée: Pegasus Bay School.
Les élèves de l’école primaire aujourd’hui sont sectorisés sur Pegasus Bay School ;
les élèves du secondaire sont sectorisés sur l'école supérieure de Kaiapoi (en) au niveau de la ville de Kaiapoi.